# Song Ajmin
Song Ajmin (poenostavljeno kitajsko: 宋爱民; tradicionalno kitajsko: 宋愛民; pinjin: Sòng Àimín), kitajska atletinja, * 7. februar 1978, Hengšui, Hebei, Ljudska republika Kitajska.
Nastopila je na poletnih olimpijskih igrah v letih 2004 in 2008, ko je osvojila bronasto medaljo v metu diska. Dvakrat je zmagala na azijskem prvenstvu.